# 瀨戶內工業地域
瀨戶内工業地域（日语：／ Seto uchi kōgyō chiiki）指的是日本中國、四國地方瀨戶内海沿岸的工業地域。該地區主要的工業用地多通過填海取得，在二戰后得到了快速發展。主要產業有造船、重化工業。主要的工業都市有岡山縣的倉敷市，廣島縣的福山市、吳市、廣島市，山口縣的岩国市、周南市、宇部市及愛媛縣的新居濱市等。

## 關連項目
- 瀨戶內地方
- 中國、四國地方
- 中國地方
- 四國地方
- 瀨戶內海
- 瀨戶大橋
- 西瀨戶自動車道
- 瀨戶內海式氣候